# Ol Doinyo Lengai

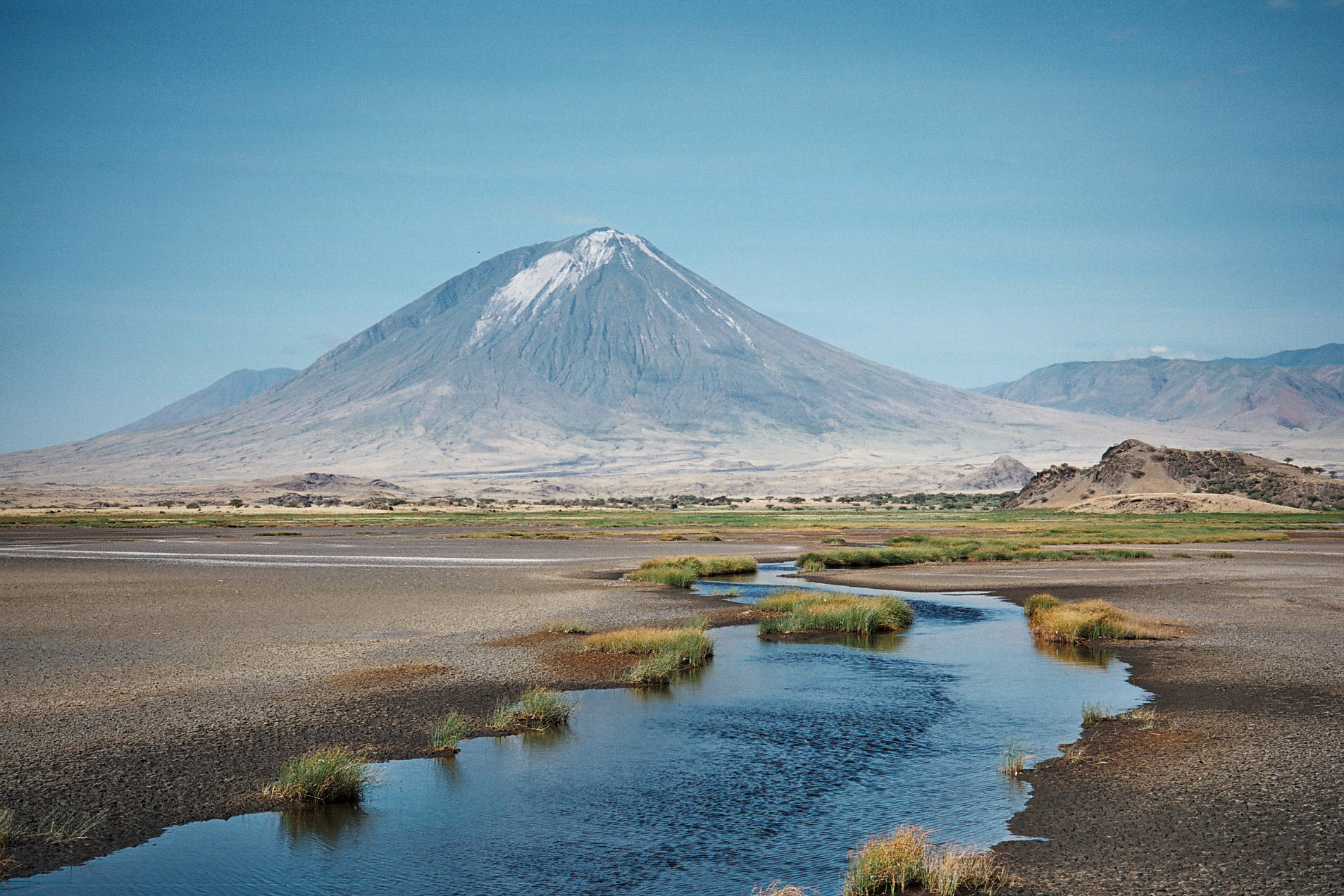
Ol Doinyo Lengai od jezera Natron

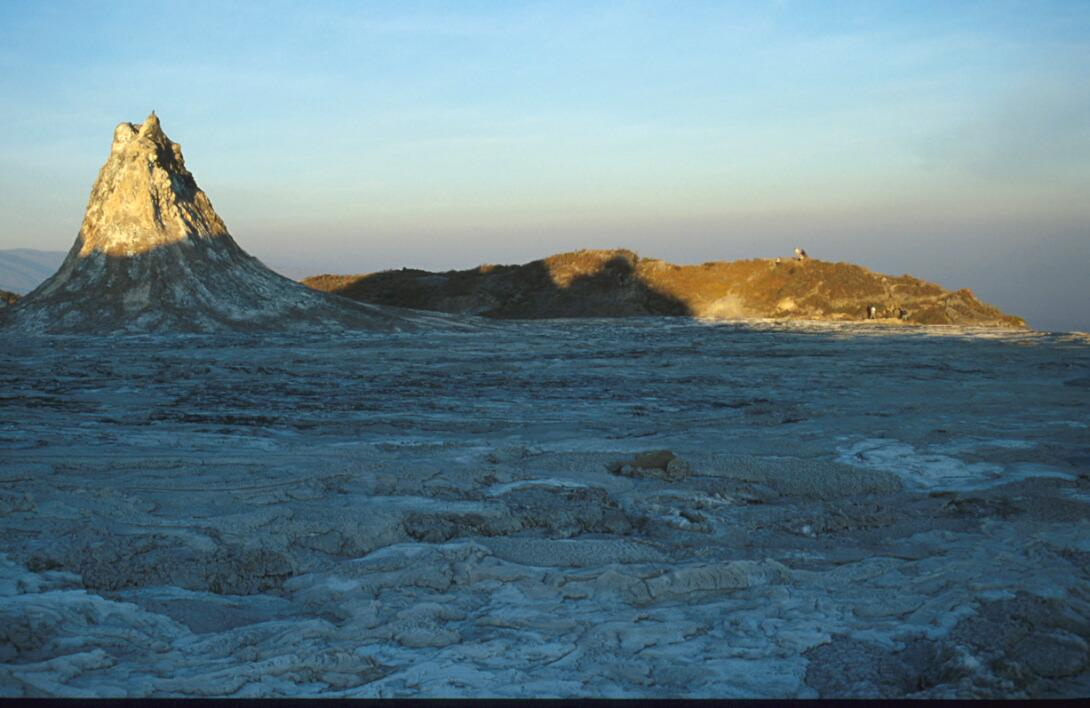
Skalní věž Hornito stojící v kráteru vulkánu

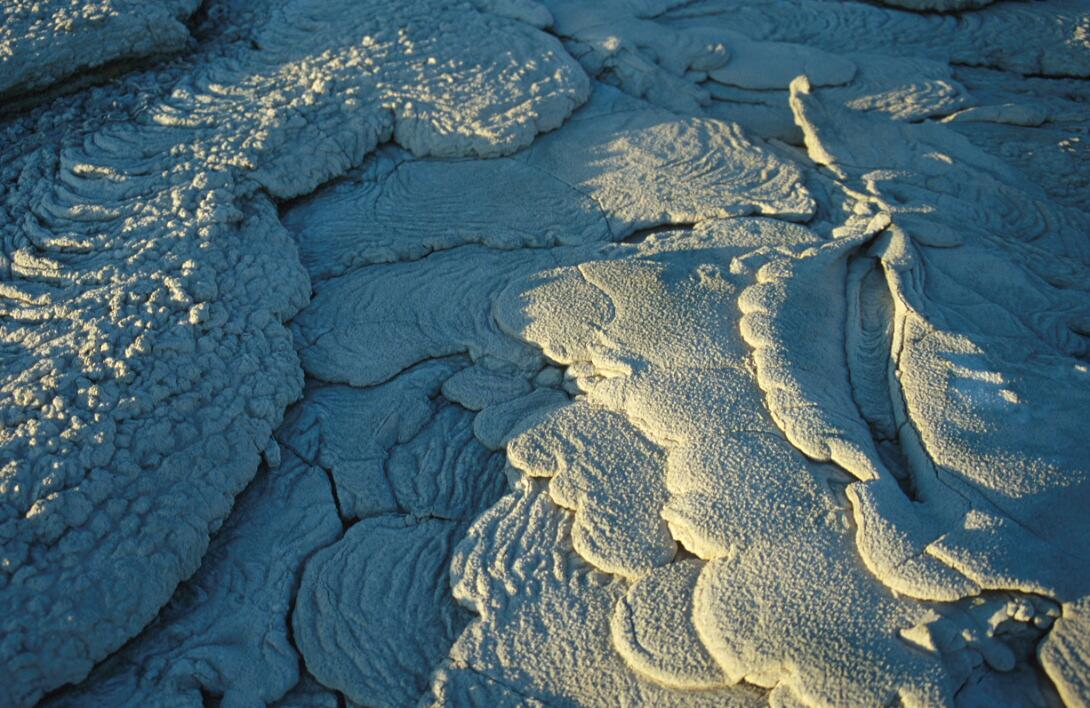
Ztuhlá láva šedé barvy

Ol Doinyo Lengai je vulkán ležící v Tanzanii a je součástí sopečného systému Velké příkopové propadliny ve Východní Africe. „Ol Doinyo Lengai“ znamená v jazyce Masajů Hora Bohů. Poloha hory je jižně od státní hranice s Keňou, na severu Tanzanie, poblíž jezera Natron. V této oblast leží největší soustava aktivních sopek Velké příkopové propadliny - Sopečné hory. Jedinečnost vulkánu Ol Doinyo Lengai je v tom, že produkuje lávu s velkým obsahem sodíku. V okolí se nalézá ještě několik nečinných sodných sopek, jako např. Kerimassi, Embagai, Gelai, Kitumbeine.

## Vulkán
Zatímco u většiny sopek je složení lávy bohaté na křemičitany, láva z Ol Doinyo Lengai je velmi bohatá na sodík a uhličitany draselné (nyerereit a gregoryit). Díky tomuto neobvyklému složení, je láva vyvrhována již v relativně nízkých teplotách (přibližně 500 - 600 °C). Tato teplota je tak nízká, že se roztavená láva jeví černá v slunečním světle, na rozdíl od běžného složení hmoty, která má červenou barvu. Po vychladnutí dostává hornina šedou barvu. Obsahuje také mnohem víc tekutiny než křemičitanové lávy. Sodík a uhličitany draselné obsažené v lávě jsou nestabilní v zemském povrchu, a tak je následná hornina náchylná k rychlému zvětrávání. Sopečná krajina vzniklá tímto jevem je od jiných na světě odlišná. Vyvrhovaná láva a popel silně připomíná jakýsi sopečný saponát.

### Činnost vulkánu
Záznamy velkých erupcí hory jsou zaznamenávány od roku 1883. Další větší výbuchy se objevily v letech 1904 - 1910 a znovu mezi roky 1913 - 1915. Jedna z nejvýznamnějších erupcí proběhla v červnu 1917, kdy padal popel 48 km daleko od vulkánu. Podobné erupce nastaly v letech 1926 a 1940, mající za následek popel napadaný ve vesnici Loliondo, ležící 100 km od sopky. Při velkém výbuchu v roce 1955 vulkanologové zjistili, že jde o sodnou sopku. V srpnu 1966 navštívili dva geologové (J.B. Dawson a G.C. Clark) kráter týden po tom co byl nad sopkou zpozorován sloup černého dýmu, který šplhal do výšky přibližně 10 kilometrů a hnal se směrem k jezeru Natron. Při bližším zkoumání kráteru nalezli kuželovitý otvor ve středu jámy, skrz který sopka nepřetržitě propouští bílo - šedý popel, plyn a prach. Vulkán se zcela uklidnil až po třech týdnech. Sopečná činnost hory způsobila zemětřesení v Keni a Tanzanii v červenci 2007. Nejsilnější otřesy byly naměřeny o síle 6.0 stupňů Richterovy stupnice. Náhlé zvýšení seismické činnosti zapříčiňuje pohyb magmatu uvnitř sopky. Poslední výbuch nastal v září 2007, kdy byl popel odnesen po směru větru asi 18 km daleko.

## Výstup
Výstup na vrchol zabere 4-6 hodin. Doporučuje se výstup zahájit cca ve 24:00, aby 1) byl snesitelný s ohledem na teplotu vzduchu (dole u Lake Natron běžně přes 40 °C ve stínu), 2) V případě, že máte štěstí, můžete v noci vidět žhavou lávu Archivováno 6. 10. 2018 na Wayback Machine. (fotografie z června 2005 - teď to tam vypadá poněkud jinak).